# IC 2215
IC 2215 је двојна звијезда у сазвјежђу Близанци која се налази на листи објеката дубоког неба у Индекс каталогу.
Деклинација објекта је + 24° 55' 44" а ректасцензија 7h 59m 33,0s.